# François-Xavier d'Entrecolles
François-Xavier d'Entrecolles ou François-Xavier Dentrecolles, né à Limoges (France) le 25 février 1664 et décédé à Pékin le 2 juillet 1741, est un prêtre jésuite français, missionnaire en Chine impériale. Dans une lettre de 1712 il révéla la manière dont la porcelaine chinoise était fabriquée. 
Il est de ce fait à l'origine de la production de la porcelaine en Europe, aux côtés d'Ehrenfried Walther von Tschirnhaus et Johann Friedrich Böttger. 
Il révéla la technique de la fabrication de la porcelaine chinoise dans deux lettres publiées dans la collection des Lettres édifiantes et curieuses du père Jean-Baptiste Du Halde, la première en date du 1er septembre 1712, et la seconde en date du 25 janvier 1722. 

## Biographie

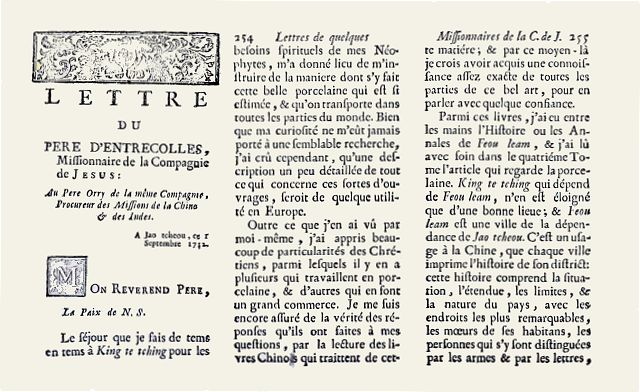
Lettre du père d'Entrecolles de 1712, publiée par Du Halde en 1735, exposant les détails de la production de porcelaine chinoise à Jingdezhen.

Né à Limoges le 25 février 1664. François Xavier d’Entrecolles entre au noviciat jésuite d'Avignon le 16 septembre 1682. Il reçoit toute sa formation spirituelle et intellectuelle en France et est ordonné prêtre en 1693.
Arrivé en Chine en 1698, d'Entrecolles est d'abord missionnaire à Yangxi, où il fut rapidement apprécié de tous pour son excellente connaissance de la langue chinoise, son caractère amical, sa compréhension des coutumes chinoises et son esprit apostolique. 
Son apostolat l'appelle ensuite à Jingdezhen, au cœur de la capitale chinoise de la porcelaine, où son esprit d'observation s'intéressa à la fabrication de la porcelaine. Le régent, Philippe d'Orléans, ainsi que Réaumur cherchaient à résoudre le problème de la fabrication de la porcelaine. Sa mission officieuse, au service de l’État français, consiste donc à comprendre comment obtenir la transparence et la finesse de la porcelaine de Chine, très en vogue à cette époque en Europe mais extrêmement coûteuse pour les finances de la France sous Louis XIV, et encore sous le règne de Louis XV, pour son contrôleur général Henri Bertin. Curé de la paroisse de King-tö-tchen, le R.P. d'Entrecolles compte parmi ses ouailles des ouvriers de la célèbre manufacture et dispose ainsi de renseignements de première main. Il envoie des échantillons de kao-ling et rédige en 1712 et 1722 ses deux célèbres lettres où il indique la technique de fabrication de la porcelaine chinoise et décrit la construction du fourneau de recuite. Cette mission a pu être considérée par un historien comme Robert Finlay, ou le criminologue Hedieh Nasheri comme un des premiers exemples d'« espionnage industriel » — bien que cette expression anachronique soit inappropriée au XVIIIe siècle — . 
En complément à l'envoi de ses deux lettres célèbres sur la fabrication de la porcelaine chinoise, tout au long du XVIIIe siècle arrivèrent en France nombre d’albums illustrés reproduisant les différentes étapes de fabrication.
Mais il fit aussi connaître en Europe d'autres aspects de la culture chinoise en matière de médecine et de botanique, entre autres : ainsi, il traite de la petite vérole et de la manière de la guérir et il fait connaître en 1736 le camphrier, l’extraction du camphre et le kaki. Il a traduit « Tchouang-seng ou l’art de se procurer une longue vie » publié par Jean-Baptiste Du Halde dans le tome 3 de la Description géographique, historique, chronologique, politique et physique de l'Empire de la Chine et de la Tartarie chinoise, 1735 p. 509-525.